# Jelena Zjirko
Jelena Zjirko, född den 16 februari 1968 i Dnepropetrovsk, Ukrainska SSR, Sovjetunionen, är en ukrainsk basketspelare som var med och tog OS-guld 1992 i Barcelona. Hon tävlade då för det förenade laget.